# 宜蘭綠色博覽會

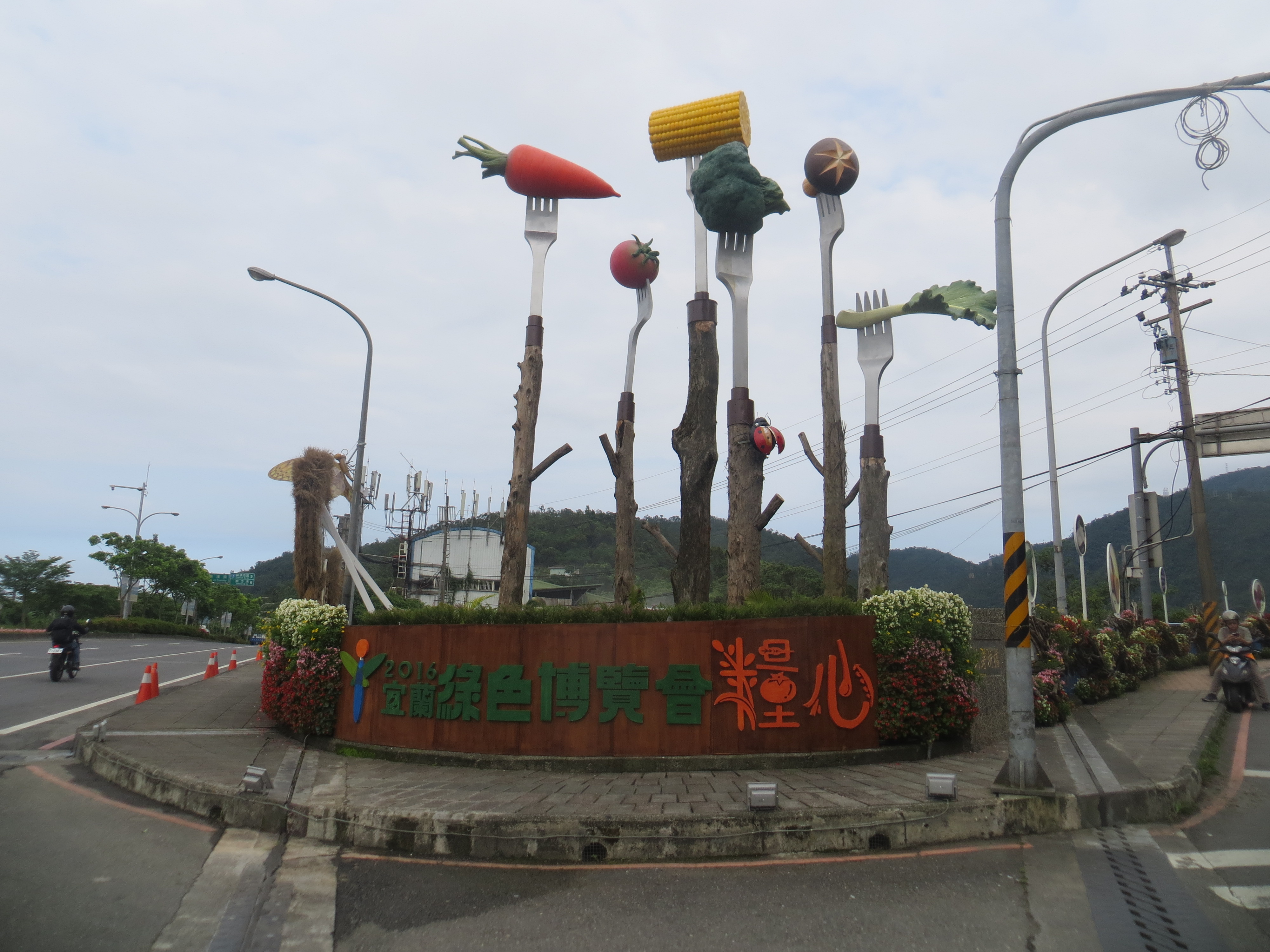
2016年5月12日，設於武荖坑路口的當期綠博入口意象。

宜蘭綠色博覽會是臺灣宜蘭縣政府每年春天舉辦的活動，簡稱綠博，首屆於2000年在位於宜蘭市的縣立運動公園舉辦，自第2屆起固定於蘇澳鎮的武荖坑風景區舉辦，2017年改至冬山鄉舉辦。綠博活動主軸以農業生活、生態保育、永續未來等方向來舉辦；每一屆的場館和展區各不相同，並且部分會在會後保留或轉移，成為永久展覽館。每年遊客約30到40萬人，2014年時累計已超過500萬人次；國立宜蘭大學陳凱俐教授統計指出，綠博期間帶來約有新臺幣6億元的產值，而每年帶來的間接收益則近新臺幣90億元。2012年底，綠色博覽會獲得國際宜居城市大會的社會經濟類金質獎榮譽。

## 歷史
由於宜蘭縣政府希望宜蘭縣從傳統農業大縣轉型為文化與生活的縣份，因此透過結合當地產業的觀光行銷與文化包裝等策略來帶動產業轉型；在宜蘭國際童玩藝術節取得成功後，宜蘭縣政府農業局以童玩節的經驗規劃了與農業等綠色產業結合的綠色博覽會，並於春天舉行，與宜蘭縣政府原有的其他三項大型活動童玩節、國際名校划船賽和歡樂宜蘭年組成四季主題。綠色博覽會舉辦後便以農業生活、生態保育和永續未來等綠色環保精神為主軸，並以展覽表演和遊憩等寓教於樂的方式來達到傳播概念的目的。此外縣政府在每年博覽會結束後，會將相關的經驗及資料彙整並提供給民間成立相關產業特色館，以扶植原產業轉型為觀光文化產業。
首屆綠色博覽會於2000年在縣立運動公園舉辦，活動主題為「綠色生活」，並延續了19天。隔年起改至武荖坑風景區舉辦，從3月1日起為期45天，除了延續綠色生活的主題外，也以自然花卉、經濟作物等作為主軸，並介紹了臺灣經濟十大農作植物。2002年第3屆綠色博覽會再度將展期拉長，從3月9日舉辦到4月21日，主題則為「珍愛大地」，以環保和水資源利用等為主軸。2003年3月15日至5月11日為第4屆綠色博覽會，主題為「自然教育生態」，並發表了綠色宣言。2004年第5屆綠色博覽會於2月28日舉辦並於4月11日結束，由於前一個月開始彰化縣首度舉辦了「臺灣花卉博覽會」並吸引百萬人次參觀，宜蘭綠博也因此受到比較；宜蘭縣長劉守成表示綠博只有彰化花博的十分之一（5千萬）預算，所以將以小而美的方式舉辦，並以教育與環保為主，該屆的主題也以「綠能」為題。
2005年第6屆綠色博覽會於3月12日起至5月8日，並首次設計了代表宜蘭和綠博的三隻官方吉祥物，並以「發現活綠」為主題。第7屆綠色博覽會於2006年3月18日至5月14日展開，並以「和春天跳舞」為主題，代表大地生生不息和象徵大自然與人類的和諧共生，也邀請數十外國團體表演異國舞蹈。第8屆綠色博覽會則從3月24日舉辦到5月13日，主題定為「繽紛地球YOUNG綠活現」，並以美綠八部曲為活動主軸；此外也邀請歌手TANK代言，並從國外引進行動花園玩偶來作演出。2008第9屆綠色博覽會從3月29日起舉辦到5月18日，「歡樂、舞動、聰明綠生活」為主題，以地球暖化和再生能源等綠色議題為主；並設計了新的吉祥物小滴嘟，以及邀請星光二班擔任環保大使；此外由於蔣渭水高速公路通車，大量大臺北地區遊客進入，宜蘭縣府也作了相關配套措施。該屆也是首次採用招標並委外統包的方式舉行，然而在隔年壹週刊以及民進黨籍縣議員指出縣長呂國華以及縣府招標過程有瑕疵，涉嫌貪汙與圖利廠商；而縣政府則強調一切合法，並指責民進黨拖延縣府預算，造成該屆綠博籌備期縮短，為選舉手段蓄意破壞綠博。
2009年第10屆綠色博覽會則以「活力犇FUN．勁在蘭陽」為主題，並以各種牛類為主軸，從3月21日舉辦到5月10日，該屆也首度調降了票價。2010年綠色博覽會展期為3月27日至5月9日，主題為「大地的夢想」，並以單車、生態球等展覽傳達節能減碳的觀念。第12屆綠色博覽會於2011年3月26日至5月15日舉辦，以「回到自然」為主題，並呼應全球糧荒，以稻米為主軸。2012年3月31日至5月20日為第13屆綠色博覽會，配合縣政府的「有機新宜蘭」與低碳城市政策，該屆以「有機森活」為主題，會中展示許多有機相關的概念與事物；此外還選拔了綠博親善大使。第14屆綠色博覽會於3月30日至5月19日舉行，主題為「憶起森呼吸」。第15屆綠色博覽會展期為2014年3月29日至5月18日，主題是「看見土地新價值」，縣長林聰賢表示希望民眾貼近並了解愛惜土地和環境；該屆綠博舉辦了換工假期，遊客可以短期或長期的住宿於園區內，並與農夫在園區中的菜園一起種菜，體驗農作栽種過程。2015年第16屆綠色博覽會從3月28日舉辦至5月17日，以「綠色奇跡－農業新世代」為主題；並首度展出由行政院農委會畜產研究所養鴨中心所培育的「綠博鴨」，並舉辦「趕鴨上稼」、「鴨舞表演」等活動。

## 場地與展出

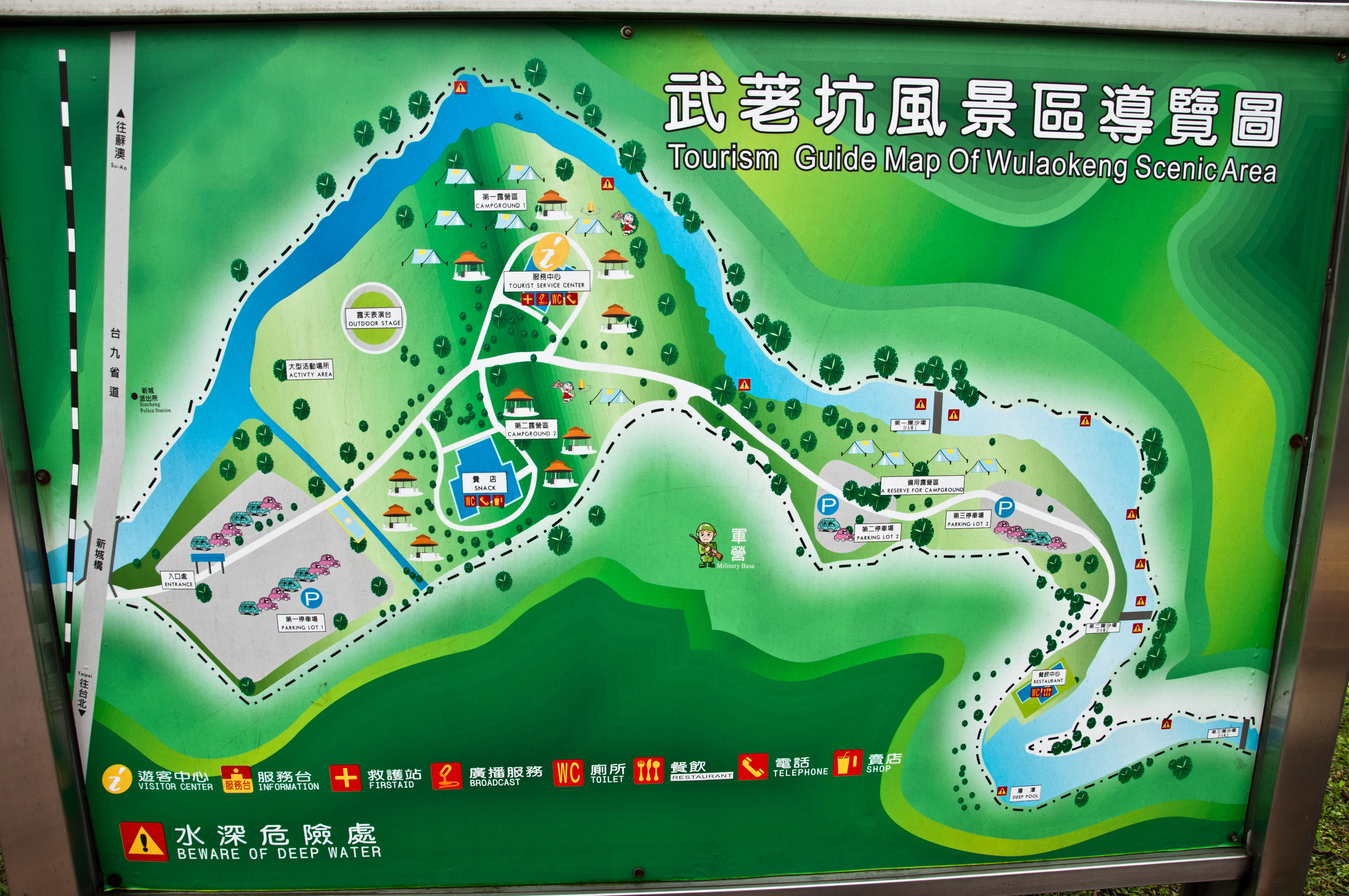
武荖坑風景區地圖

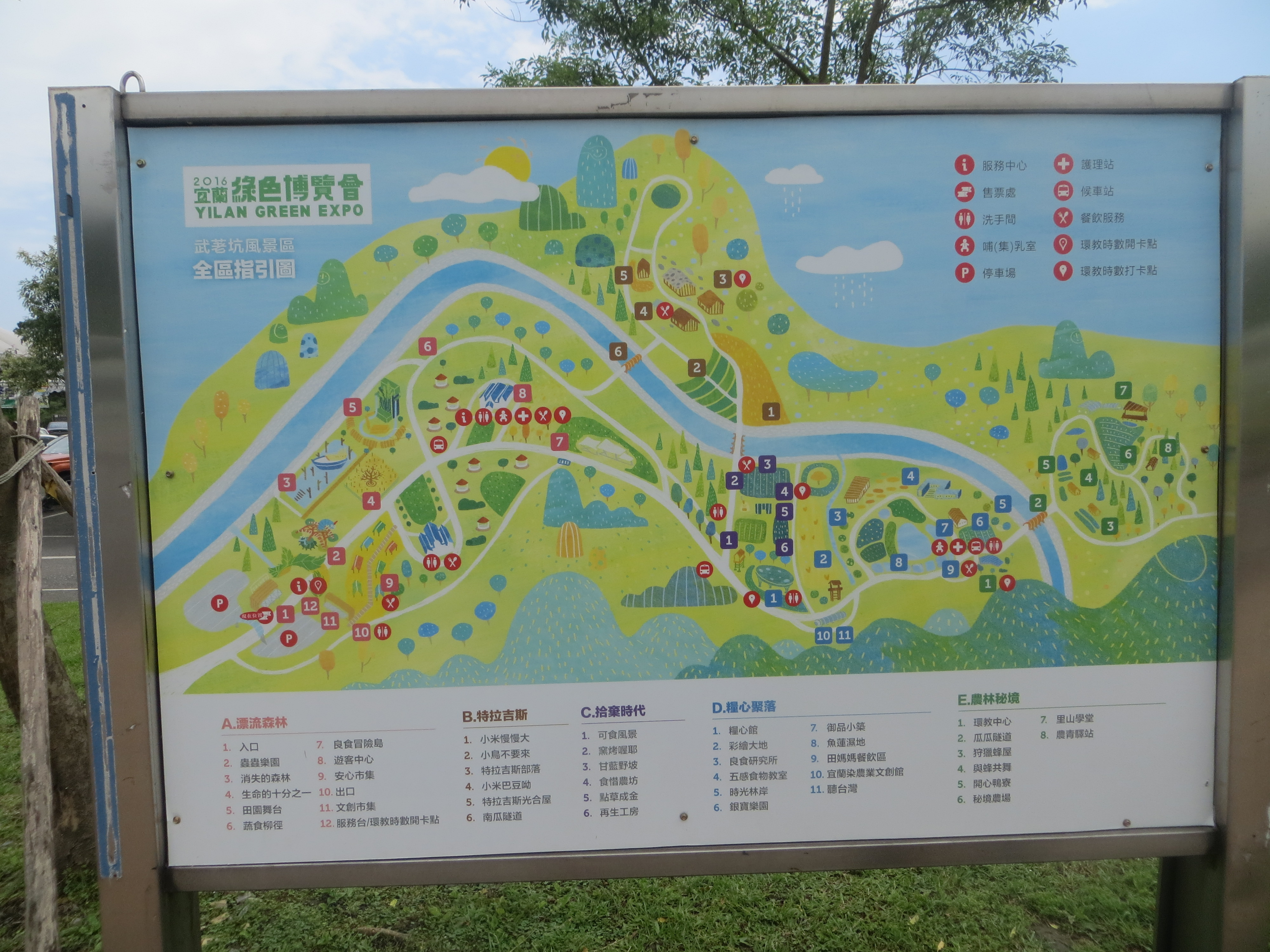
2016年

除了首屆舉辦在宜蘭市的縣立運動公園外，其後每一屆都舉辦在蘇澳鎮的武荖坑風景區，武荖坑為新城溪流域之一，為新蘭陽八景之一的武荖林泉，也是全臺灣最大的露營區；此外每一屆綠色博覽會皆有不同的展覽館。第2屆縣政府花費新臺幣6000萬元建設八大展覽館，包含綠色奧林匹克館和芳菲館、神農館等特殊場館；此外蜂采館還展示了最大蜂窩以及挑戰金氏世界紀錄的蜜蜂衣等。2002年第3屆共有八大場館，其中水遊館以該屆環保與水資源主軸為主題，此外會場還栽種的十多萬株各種花草，並在會後繼續保留在武荖坑風景區。第4屆同樣共有八大場館，其中螃蟹館展出世界最重螃蟹，另外蝴蝶館展出身價800萬元的陰陽蝶標本，以及介紹世界十大經濟花卉的場館；場館外還有帝雉鳥園和巨型城堡造景等。而第5屆的八大展覽館中，較特別的花秘館以昆蟲眼中的實體大小體積尺度來製作，並展出了世界上最大的花和最小的花。
2005年第6屆的八大展覽館，以動物為主，螞蟻館除了以螞蟻為主題外，還展出了前一年造成恐慌的紅火蟻的相關內容；此外還有葛瑪蘭館，介紹曾生活在宜蘭的葛瑪蘭族和其遺址古物，其內容後來將移到文化建設委員會同意興建的噶瑪蘭文化園區中。第7屆場館減少為六座，但展館空間比之前多出一百多坪，並以甲蟲館為重點場館，另有首次出現的科技館。第8屆則又恢復為八個場館，因為該年為豬年，因此設計了介紹豬隻的豬寶店場館；另外還有首次介紹漁業的漁村館和介紹蝦子的蝦秘館；以及介紹泰雅族的泰雅館。2008年第9屆共有六個場館，並以認識地球和暖化議題相關的全球暖化館和綠色心生活館為主，此外還有巨型的景觀風車和綠色迷路園等。第10屆綠博共分五個場館，多以牛為主題，並邀請前一年在宜蘭縣冬山鄉中山休閒農業區舉辦的「水牛在我家」藝術水牛拼貼活動的作家群來為綠博創作，創作作品於會後則移至中山休閒農業區。
第11屆綠博有七個場館，由於前一年的芭瑪颱風大雨造成武荖坑溪上游大量土石損毀部分會場場地，主辦單位花了三個月的時間恢復場地，並於該地建置了全臺最大的花園迷宮，並以畢卡索的《夢》為圖像。此外靚水旅城展區展出由水生植物專家徐志雄所製作的全臺最大生態球，但該生態球遭彰化縣的生態玩家吳子明認為侵犯了他的專利智慧財產權，然縣府認為兩者存在許多差異不算侵權。第12屆綠博並沒有場館，而改以十二個露天的展區取代，包含7000平方公尺的稻藝有道展區，專門介紹稻米的各種體驗；還有環保循環功能的示範庭園「沛綠寶」，並在會後與會中的其他部分創作作品保留下來；此外還有高空鋼索作成的廊道可以俯瞰整個園區。第13屆綠博以開放式園藝和有著有機稻田的傳統農村等方式展示有機主題，並以廢棄物組成各種再生的裝置藝術品。此外配合2011年通過的《環境教育法》，宜蘭縣政府在綠博園區內興建武荖坑環境教育中心，並成為綠博的常設主題館。

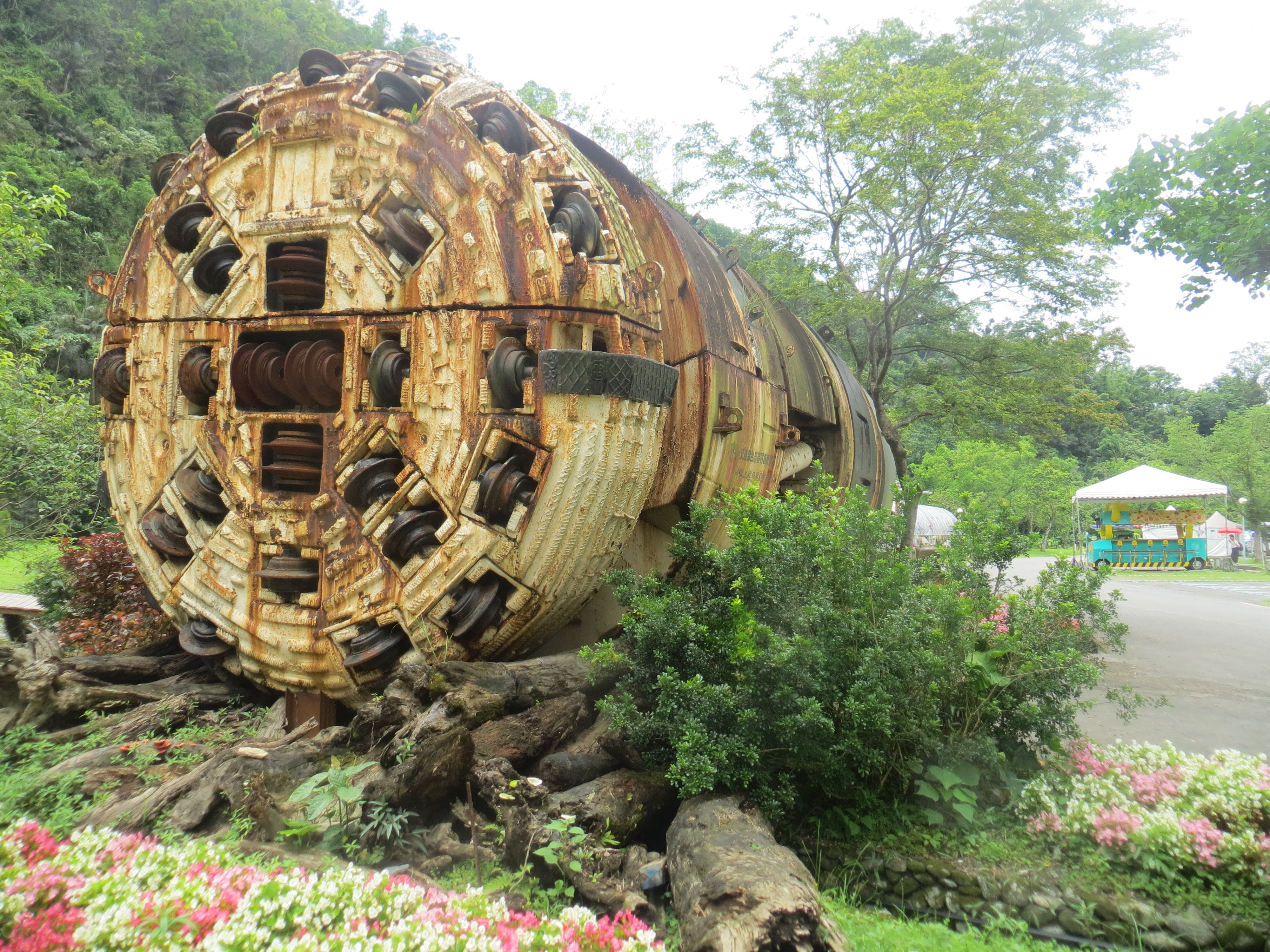
2014年起展示於武荖坑的隧道鑽掘機。2016年5月12日

第14屆綠博將新城溪南側腹地納入，成為歷屆中面積最大的一屆，並首次開放封閉20年的大石鼓祕境，在前往大石鼓的武荖坑溪上游還有五所大學建築系以漂流木作成的大型地景藝術；另外還有彩色海芋田和濕地的農村聚落，以及以10個貨櫃作成的大型裝置藝術「永生樹」。2014年第15屆綠博包含五大主題區，並建有高二十公尺的大樹公寓可以鳥瞰園區，另有由泰雅族耆老指導興建的泰雅部落文化體驗區；園區內還有展示造價新臺幣3億元用來挖雪山隧道的全斷面隧道鑽掘機，環保局長陳登欽表示展示該機械是用於促使民眾反思雪山隧道的利與弊。第16屆綠博共有五大展區，包含鯨魚骨骼標本展示，以及以潮間帶為主題的裝置藝術，前一屆的泰雅族園區也延續到這一屆。

## 反響
首屆綠色博覽會在19天內總共有12萬的入園人數，而第2屆則上升到24萬人，第3屆則突破34萬人次，成為臺灣最大規模農業休閒活動。第4屆時總產值已達新臺幣3億4000萬元；到第5屆時遊客人數已經將近40萬人次，並被列為臺灣全國最重要十項活動的第三名，以及其中遊客滿意度最高的活動；同時《遠見》雜誌也在2004年評選綠博為臺灣全國最成功的三大活動之一；2006年則被《蘋果日報》評為「此生必遊台灣100景點」之一。然而2010年第11屆綠博，縣府在花費前一年兩倍經費（新臺幣6千萬元）下，入園人次為28萬7000多人，票收不及2千萬元，被國民黨籍縣議員認為該年綠博是開支多、遊客少、收入少的活動。第12屆則在臺北同時舉辦花博的情況下，仍有超過36萬入園人次。2012年底，綠色博覽會於第16屆國際宜居城市大會中獲得社會經濟類金質獎的榮譽。其後第14屆綠博則超過40萬入園人次，並達到近4.8億元的收益。隔年第15屆綠博會期中，達到累積第500萬位遊客；同時該屆44萬入園人次也是歷屆中最高者；第16屆則受到塞車原因，假日人數下降，平日人數則上升，入園人次下跌到41萬人次。
2002年行政院農業委員會前主任委員陳希煌表示綠色博覽會可引導農業加速轉型為休閒綠色產業以擴大市場，也能吸引都市人口消費增加地方經濟效益。同年行政院長游錫堃表示綠色博覽會能幫助傳統產業多元發展，也能刺激景氣復甦帶來商機，認為綠色博覽會是值得其他縣市學習的活動。2007年臺北市長郝龍斌表示綠博活動主題對親子與學生的生態教育有很大助益，其經驗值得2010年臺北舉辦花博來學習。2015年臺北市長柯文哲參觀綠博後則表示綠博具有教育意義，結合休閒、生態和教育的農業經驗也是臺北市能效仿之處。
此外雖然綠色博覽會以綠色為主題，但活動現場四處散布遊客丟棄的各展館介紹摺頁，也因此遭到批評不環保。現場一些遊客和攤商無視禁菸規定而公然抽菸，卻無管理員制止，也遭受批評。2015年綠博將舞台設在武荖坑溪的行水區中，則遭到縣議員黃定和抨擊，認為不環保也不安全；縣府則回應已經過評估，沒有安全疑慮。

## 外部連結
- 2022年宜蘭綠色博覽會